# Класифікація читацьких інтересів
Читацький інтерес — це форма вияву пізнавальної потреби, що спонукає до свідомої діяльності з певним колом книжок, яким читач віддає перевагу перед іншими, тому що відчуває в них особливу потребу.

## Причини вивчення читацьких інтересів
Одним із головних засобів розвитку особи, її інтелекту, культури, здобуття і поглиблення знань - є читання. Проте в останні роки можна спостерігати протиріччя між соціальною потребою у високоосвічених, грамотних людях і тотальним зниженням читацької активності.
На читання впливають економічні та соціокультурні фактори: технічний рівень розвитку суспільства, стан видавничої справи, книжкової торгівлі, бібліотечної справи, рівень освіти, наявність вільного часу. Однією з причин зниження читання в наш час вважається широке розповсюдження аудіовізуальних засобів масової комунікації - телебачення, радіо, комп'ютерної техніки.
Сьогодні у час нових інформаційних технологій, коли учні оволодівають комп'ютером раніше, ніж починають говорити, вчителі-практики, методисти усе більше звертають увагу на падіння інтересу до книги і читання у дитячому середовищі, а така ситуація значно позначається на процесі орієнтації дітей у цінностях навколишнього світу.
Читацький інтерес — це форма вияву пізнавальної потреби (читати, щоб знати), що спонукає до свідомої діяльності з певним колом книжок, яким читач віддає перевагу перед іншими, тому що відчуває в них особливу потребу.
Проблемою розвитку читацьких інтересів, зацікавились ще за довго до науково-економічного прогресу і ці дослідження тривають і донині.
Численні науковці і бібліотекарі-новатори вивчали потреби дітей протягом багатьох років і вивчають їх зараз з метою вироблення оптимальної системи забезпечення їх задоволення. Ці дослідження показують, що особливо важливо в бібліотеках і книгарнях мати достатньо профільної літератури, науково-популярних видань за цільовим і читацьким призначенням, галузями знань, тематикою шкільних програм, доступних за віком енциклопедій, довідників, словників, цікавої літератури для проведення вільного часу.

Дослідження останніх років говорять про формування нових інформаційних потреб, пов'язаних з виникненням шкіл нового типу і профільних шкіл, що вимагає від книговидавців і бібліотекарів якісно іншого виміру інформаційно-коментаторської діяльності. Серед читацьких інформаційних потреб, як і раніше, переважають пов'язані з шкільним процесом: додаткова література до теми уроку, написання переказу, твору, реферату, складання списку з тієї чи іншої теми, програма позакласного читання тощо, але з'явилися й нові, особливо в сфері самоосвіти: правово-економічні, суспільствознавчі, етноісторичні, політологічні, мистецтвознавчі і т.п. теми, пов'язані з прагненням школярів стати свідомим творцем свого і навколишнього життя.
Численні дослідження вчених доводять, що читання - важливий компонент у всебічному розвитку зростаючої особистості. Звідси така велика увага до читання у школі першого ступеня, де воно розглядається як: одна з форм комунікації особистості у широкому контексті життєдіяльності, не обмежуваної мовними функціями, вияв особистості як читача; процес витягу інформації з тексту; активний процес, регульований метою, мотивами, ціннісними орієнтаціями, тобто особистісними утвореннями, стосовно яких техніка читання виконує службові функції. Розвиток новітніх технологій потребує набагато кращого вміння читати, ніж раніше. Це пов'язано з тим, що в останні десятиріччя стрімко зростає обсяг інформації, яку необхідно засвоїти для успішної подальшої життєдіяльності. А це потребує збільшення темпу читання, швидкості розуміння і прийняття рішення. Тож читання є основою освіти і самоосвіти, неперервною навичкою освіти людини протягом усього життя
Отже, Перед сучасним бібліотекарем стоїть завдання проводити крім епізодичних досліджень систематичне вивчення читачів у процесі їх обслуговування. Основними базами такого вивчення повинні стати ЦБС. Тому для бібліотечного працівника є важливим вивчення сучасних читацьких інтересів та їх потреб

## Види читацьких інтересів
Читацькі інтереси класифікують за різними підставами.У залежності від того, хто виступає носієм читацьких інтересів, їх можна розглядати як особистісні, групові. Вони діалектично взаємопов'язані. Суспільний інтерес через групові проявляється в особистісних інтересах. У той же час громадський чи груповий читацький інтерес не закінчується особистісному, а має свої закономірності формування та розвитку, які необхідно враховувати бібліотекарю.
В основі групових читацьких інтересів лежать групові потреби в читанні. Наприклад, інформаційні потреби трудового колективу створюють однакову для всіх об'єктивну необхідність у читанні літератури за фахом. Звичайно, у кожного свої вподобання і не всім підходить література однієї і тої самої тематики.
У залежності від того, вірно чи спотворено відображають читацькі інтереси об'єктивну значимість друкованої продукції для читача, їх ділять на справжні і несправжні. Перебільшуючи емоційну привабливість певної літератури, помилковий читацький інтерес завищує ступінь її відповідності реальним потребам у читанні, спотворює їх.
Особливо важливо відрізняти помилкові інтереси від істинних при соціально-психологічному аналізі масового читання. Масове обдурювання читацьких аудиторій служить засобом дезорієнтації і відволікання від соціально значущих інтересів. У справі подолання та «профілактики» помилкових читацьких інтересів велику роль грає розвиток читацького смаку.
Читацький смак — це здатність суб'єкта до самостійного судження про естетичні достоїнства творів друку. Здатність розрізняти - відчувати, розуміти, оцінювати прекрасне й потворне в художній літературі називають літературно-художній смак. Як властивість читацької психології, смак пов'язаний з естетичними потребами й ідеалами, не тільки особистості але й соціальної групи до якої належить особистість, і суспільство в цілому. Але його розвиток сильно залежить від індивідуального читацького досвіду, начитаності та культури читання, а також від освіченості, і загальної культури людини. Читацький смак виражається в єдності емоційних і раціональних оцінок естетичної значущості друкованих творів.
Читацький смак особистості виявляється і в диференціації її читацьких інтересів. Потреба в гостросюжетному читанні в залежності від розвиненості смаку може обумовити справжній інтерес до високохудожньої фантастиці. Нерозбірливий інтерес стає помилковим для особистості, коли суперечить необхідності зробити для розвитку читання різнобічним за темами та жанрами, але виборчим по високому рівню смаку.
Зазвичай людина має не один, а кілька читацьких інтересів, які внутрішньо взаємопов'язані, утворюють певну структуру, хоча і виявляються в різний час і з різною періодичністю. У сукупності вони бувають широкі або вузькі, а між собою різняться по стійкості, активності і глибині. Глибина читацького інтересу - найбільш узагальнена його характеристика: у ній стійкість поєднується з активністю. І таке об'єднання породжує нові якості інтересу глибину пізнання шляхом читання, більш тісні зв'язки з іншими властивостями особистості, здатність долати перешкоди. Між глибиною і широтою читацьких інтересів може виникнути відносне протиріччя. Зосередженість всіх духовних інтересів людини на якійсь одній галузі життя визначає як глибину, так і вузькість читацьких інтересів. Коли ж людина читає про все потроху, його інтереси поверхові й розкидані.
У відповідності з цілями виховання гармонійно розвинених людей бібліотекарю важливо закріплювати і формувати глибокі інтереси читачів до певної літературі, домагаючись одночасно різнобічності читання.
Правильне усвідомлення найбільш істотних потреб у читанні веде до стійкості одного або декількох інтересів, які характеризують читацьку спрямованість особистості. Разом з тим можуть виникати і змінювати один одного поверхневі інтереси, пов'язані з допитливістю читача і зі здатністю книг привертати увагу. Задоволення поверхневого інтересу не завжди гасить його, часто воно сприяє її поглибленню, збагаченню чи переходу в новий інтерес.
Сучасний бібліотекар в своєму розпорядженні усталеними традиційними формами і методами бібліотечної роботи. Бібліотекар-професіонал, який прагне максимально задовольняти висловлені і невисловлені запити читачів, не може не діяти у відповідності з «бібліотечними законами». Перші з них говорять:
- Кожному читачеві його книгу;
- Кожній книзі свого читача.

Для практичної роботи бібліотекаря необхідно мати уявлення про конкретні інтереси читачів своєї бібліотеки. Для цієї мети існують добре відомі, апробовані наукою і практикою методи. Будь-який метод має свої переваги і недоліки, кожному з них відводиться певне місце у вирішенні завдань вивчення читачів.
Первинну інформацію про рівень читацької культури бібліотекар, звичайно має шляхом спостереження. Таким чином може бути виявлена група читачів, які не користуються при виборі книг іншими засобами, крім ради бібліотекаря і перегляду книг, зданих іншими читачами. Бібліотекарі беруть таких читачів на замітку, роблячи відповідні позначки у формулярі. За підсумками спостереження бібліотекар визначає методику подальшої роботи. Соціологи відзначають, що завжди є читачі, які неохоче вступають у бесіду з бібліотекарем, що негативно ставляться до його рекомендацій. Таким чином, метод спостереження надзвичайно важливий.

## Методи і принципи вивчення читацьких інтересів
Цілісний підхід до розвитку читацьких інтересів передбачає комплексний вплив на взаємопов'язані психічні процеси учня (мислення, мовлення, сприймання, пам'ять, увагу, уявлення) за допомогою мистецтва слова. Такий шлях потребує опори на зв'язок свідомого та інтуїтивного в навчанні, викликає бажання пізнати нову інформацію, активізує мовленнєво-мислительну діяльність, розвиває чуття мови, стилю, що так необхідно для становлення мовної особистості.
Методи, які застосовують у бібліотекознавстві поділяються на: загальнонаукові (або міждисциплінарні) і приватнонаукові (або спеціальні) методи пізнання.
Загальнонаукові (міждисциплінарні) методи. Їхнє застосування більш обмежене і ґрунтується на закономірностях пов'язаних з окремими областями науки. Їх діяльність вивчати подібне і загальне не у всіх, а тільки деякі пізнавальні процеси. До числа цих методів входять: спостереження, експеримент, опитування та ін. методи. У кожній науці в залежності від предмета дослідження, ці методи піддаються певним змінам і дають дієві результати.
До приватнонаукових або спеціальних методів належить не один метод, а ціла система. А саме, спостереження, експеримент, опитування, контент-аналіз, кількісні методи аналізу читацьких та книжкових формулярів та ряд інших. Вони тісно пов'язані з особливостями досліджуваного об'єкта і ґрунтуються на характерних для нього закономірностях. Кожен з них використовується при вирішенні певних завдань бібліотечної теорії і практики чи на окремих етапах дослідження. Вони розвиваються, збагачуються, вдосконалюються у виробничій і науковій сфері.
Загальнонаукові і спеціальні бібліотечні методи використовуються не по окремості і паралельно, а в органічній єдності: взаємодіючи і доповнюючи один одного, сприяючи багатоаспектному вивченню читачів.
Отже, можна розглянути ці методи більш детальніше. До основних методів належать: індивідуальні методи, метод масового керівництва читанням і його форми, консультація, бесіда про прочитану книгу, Робота з активом читачів і багато інших.
Індивідуальні методи. В основі цього методу - облік індивідуальних особливостей читача його інтересів, захоплень, здібностей. Безпосереднє спілкування з читачем допомагає бібліотекарям застосовувати найбільш доцільні для кожної конкретної ситуації форми впливу на читання підлітків.
У повсякденній роботі в читальному залі широко поширені рекомендаційні бесіди, бесіди про прочитане; індивідуальні консультації у виставок, у книжкових полиць відкритого доступу, у каталогів і картотек.
Найбільш поширена форма індивідуального керівництва читанням в бібліотеці – бесіда. Під час рекомендаційної бесіди бібліотекар не тільки допомагає вибрати конкретну книгу, але і викликає в читача інтерес до неї створюючи відповідну установку для її сприйняття.
Характер рекомендаційної бесіди залежить від запитів читача, його віку, рівня розвитку. Рекомендаційна бесіда важлива і у випадках, коли читач просить книгу на певну тему. Навіть коли читач запитує конкретну книгу це не означає що рекомендаційна бесіда не доречна. При задоволенні конкретного попиту бібліотекар рекомендує йому також літературу даного автора. Гонитва за новеньким не рідко може бути показником "престижності читання", "моди" на певні книги. Завдання бібліотекаря-підвищувати якість читання.
Якщо бібліотекар готується до видачі щодня, це дозволяє йому не тільки уникнути помилок при рекомендації, але і допомагає знайти більш вірні прийоми залучення читача читання тих книг, які важливі на даному етапі його читацького розвитку

## Метод масового керівництва читанням і його форми
Сучасний комплекс форм і методів масової роботи базується на кращих традиціях вітчизняної теорії і практики, спирається на загальні методичні прийоми і вимоги до її організації та проведення. При існуючій сьогодні тенденції посилення популярності активних форм спілкування правомірно визначити роль масової роботи в керівництві читанням як провідну в цій справі. Під час проведення масових заходів у структурі спілкування мають місце і інформаційні процеси, і міжособистісні відносини, і емоційний вплив читачів і бібліотекаря один на одного. Масові форми забезпечують найбільш сприятливе умова для спілкування, прямого або непрямого, погоджено або конфліктного. 

### Основними формами масового керівництва читанням учнів в бібліотеці
```
Є книжкові виставки, огляд літератури, цикли читань, групові бесіди про прочитане, обговорення книг, читацькі конференції, різноманітні літературні ігри, усні журнали, літературні вечори.
```

Книжкова виставка — широко поширена в бібліотеці оперативна форма масової роботи. Виставки бувають тематичними, жанровими, присвяченими певного виду літератури, творчості одного письменника тощо. Вибір літератури для них визначається завданнями, які вирішує бібліотека в ідейно-політичному, моральному, трудовому, естетичному вихованні учнів. Ця форма наочної пропаганди літератури - книга наближено до читача, повернена до нього обличчям. На виставці бібліотекар може познайомити читача не тільки з книгами, але і з матеріалами газет і журналів, об'єднаних загальною темою.
На виставці потрібно обов'язково провести огляд. Для спонукання інтересу до представлених книг бібліотекар використовує різні прийоми: читання або переказ окремих епізодів, питання до читачів При організації книжкових виставок треба враховувати, що назва виставки, її підрозділів мають бути сформульовані так, що б вони викликали бажання розмірковувати, сперечатися. Якщо за темою виставки є бібліографічні покажчики вони так само повинні бути представлені на ній.
Огляд — також широко поширене в бібліотеках форма масової роботи з читачами. Це усна розповідь про книжки та інших книжкових виданнях, зміст яких підказується подіями суспільно-політичного життя нашої республіки і світу, прагнення рекомендувати кращий твір сучасної та класичної літератури, а також періодичні видання. Огляд проводять з метою розширити читацький попит, показати велику різноманітність літератури в бібліотеці. При виборі теми та книг бібліотекар враховує інтереси та інтереси читачів.
Обговорення книг — це вільна дискусія своєрідний колективний роздум про твори головним чином художньої літератури, виховний вплив якої на зростаючого людину особливо сильний. Обговорення книг вимагає підготовки. Підготовка читачів до обговорення полягає в тому, щоб обрану книгу прочитали всі учасники обговорення і що б у них виникло бажання обговорити її.
Читацька конференція присвячена, як правило, одній проблемі (науки і техніки, культури і мистецтва). 
Мета конференції — формулювання колективного читацької думки, виховання у читачів вміння глибоко аналізувати прочитане, бачити щось нове в розкритті обговорюваної проблеми, що характерно для книг або періодики, аналізованій на читацькій конференції. Виховна та освітня роль читацьких конференції може бути значною, якщо всі учасники приходять на конференцію підготовленими, зі своєю думкою з обговорюваної проблеми і бажанням її обговорювати, прочитавши рекомендовану на підготовчому етапі конференції літературу. Читацькі конференції бувають проблемними і звітні. Зміст проблемних читацьких інформацій пов'язано з великими подіями суспільно-політичного, наукового та культурного життя в регіоні або в світі. Вони утворюються на основі вивчення інтересів, враховуючи рівень читацького розвитку.
Літературні ігри. Ряд форм масової роботи насичений ігровими елементами. Це вікторини, літературні подорожі, конкурси, літературні аукціони, парад літературних героїв, літературні загадки і т.д. Літературна гра можлива в роботі з читачем різного віку. Гра звичайно завершує певний етап роботи з читачем, коли вони вже прочитали багато книг, що пропагувався за допомогою масових та індивідуальних форм.
Літературний вечір — це сценічний твір, по цьому для його підготовки потрібен колектив «акторів», репетиції, певні знання в області законів театральної дії, творчі здібності у читачів і бібліотекаря.
Літературний вечір має широкі педагогічні можливості для активних читачів - це форма підбиття підсумку в роботі, свято творчості; для інших - емоційно приваблива форма пробудження і формулювання читацького інтересу. 
Робота з активом читачів. Читачі, які часто відвідують бібліотеку, люблячі книгу та читання, зазвичай допомагають бібліотекарю у всіх його починаннях: беруть участь у підготовці масових бібліотечних заходів, намагаються залучити до бібліотеки своїх товаришів. Добровільна участь у справах бібліотеки - важливий принцип організації читацького активу. Головна умова його створення - це знання бібліотекарем інтересів і захоплень читачів.
Бесіда про прочитану книгу. При поверненні книги читачем бібліотекар знову проводить з ним бесіду. Індивідуальні бесіди про прочитане так само, як і рекомендаційні бесіди, як правило, відбуваються на абонементі біля книжкових полиць.
Консультація. Це порада бібліотекаря читачеві з якого-небудь питання, пов'язаного з вибором літератури. Консультації проводяться у книжкових полиць, у виставок, у каталогів і карток. Часто учні йдуть до бібліотеки, щоб «поритися в книгах», погортати журнали, вибрати «що-небудь цікаве». Епізодичний конкретний попит у них, як правило, обумовлений завданням вчителя або виникає під впливом цікавої телепередачі, фільму, нерідко ради товариша. Бібліотекар повинен проявити максимум такту, що б своєю порадою допомогти читачам вибрати потрібні їм книги або статті з періодичних видань.
Щоб книга і читання міцно увійшли в духовне життя читачів, важливий як індивідуальний так і масові методи керівництва читанням. Найбільший ефект приносить систематична послідовність взаємозв'язок цих методів з однієї і тієї ж конкретної читацької групою. Відсутність взаємозв'язку знижує роль бібліотеки, і бібліотекар, перестає бути компетентним керівником і вихователем, як читацької групи, так і кожного окремого читача.

## Організація роботи бібліотеки
Бібліотека є обов'язковим структурним підрозділом професійно-технічного навчального закладу і здійснює бібліотечно-інформаційне та культурно-просвітницьке забезпечення навчально-виховного та навчально-виробничого процесів, як в урочний так і в позаурочний час.
Бібліотекарі — активні учасники педагогічної ради, на якій вони виступають з оглядами нових надходжень, влаштовують презентації нових видань, знайомлять зі списком літератури з тієї чи іншої педагогічної технології, що впроваджується в навчальний процес, організовують книжкові виставки, перегляди літератури.
В організації роботи бібліотекар повинен керуватись Конституцією України, законами України «Про освіту», «Про професійно-технічну освіту», «Про бібліотеки і бібліотечну справу»
До регламентуючих документів бібліотеки також відноситься паспорт бібліотеки, який містить інформацію: назва професійно-технічного навчального закладу; адреса, телефон;
Свою діяльність Бібліотека організовує спільно з педагогічним колективом; річний план роботи Бібліотеки, що затверджується директором, є складовою плану навчально-виховної роботи професійно-технічного навчального закладу.
Річний план роботи включає завдання, які стоять перед бібліотекою, форми і методи роботи бібліотеки, календарні терміни виконання запланованих заходів. На основі річного розробляються плани роботи на місяць. Передбачені в ньому заходи мають підпорядковуватись реалізації державної політики, творчому розвитку навчального процесу, забезпеченню базового рівня освіти з усіх загальноосвітніх та спеціальних предметів, вихованню в учнів високої громадянської відповідальності, національної свідомості в духовному її збагаченні.
Рекомендується заздалегідь інформувати учнів, педагогів про масові заходи, які проводитиме бібліотека протягом року. Бібліотекар повинен звітуватись про свою роботу на засіданні педагогічних рад.
У своїй роботі бібліотекар може користуватись методичною допомогою державних районних, міських, обласної бібліотек, для цього він використовує методичний день.
Бібліотекареві необхідно володіти інформаційною культурою, бути обізнаним з методикою її викладання. Для цього треба постійно вивчати інформаційні потреби навчального закладу і кожної окремо категорії користувачів бібліотеки. Він повинен підвищувати і вдосконалювати свій професійний рівень, що також потребує планування часу на участь у педагогічних нарадах, фахових семінарах методичних об'єднань, на зборах, конференціях, самоосвіту (методичні дні).
Бібліотекарям потрібно складати плани роботи на місяць стосовно масових заходів, проведення бібліотечних уроків, оформлення книжково-ілюстративних виставок та заходів до ювілеїв, дат літературного календаря, проведення бесід, оглядів літератури, тобто плани на місяць з масової популяризації літератури. Ці плани красиво оформлені та вивішені на помітному місці на абонементі бібліотеки. Плани привертають увагу читачів до роботи бібліотеки, залучають учнів до проведення масових заходів, тобто це - своєрідна реклама бібліотеки.

## Висновок
Читацький інтерес — це вибірково-позитивне ставлення читача до читання книги, твори друку, які купують для нього значимість і емоційну привабливість в міру відповідності його духовним потребам та особливостям читацької психології. Іншими словами читацький інтерес - це виділення з величезної світу літератури певної книги, тобто вибір книги, але не будь-який, а тієї, яка має для конкретного читача значимість у міру відповідності його потребам, читання якої приносить читачам емоційну насолоду, доставляє йому радість , викликає позитивне ставлення до себе.
Незважаючи на актуальність означеної проблеми для української школи, теоретичне обґрунтування і практичне впровадження методичної системи формування широкої читацької активності школярів у процесі вивчення літератури ще не знайшли свого необхідного висвітлення в концептуальних методичних розробках.
Серед причин, що спричинили розвиток негативної тенденції, як зникнення інтересу до читання, можна виділити такі чинники об'єктивного та суб'єктивного характеру, як зниження економічного та морально-культурного рівня життя нашого суспільства; засилля мас-медійної культури; захоплення сучасної молоді комп'ютерними технологіями та Інтернетом; перевантаження навчальних програм, а звідси брак у школярів вільного часу для читання; відсутність комплексної програми розвитку читацької культури особистості.
Вибір літератури, уміння опрацьовувати її, інтерпретувати, усно і письмово висловлювати свої роздуми стосовно того чи іншого літературного явища вказують на наявність читацької культури та її рівень в практичній діяльності, спрямованій на опанування самостійним читанням.
Здатність сприймати конкретні художні твори, оцінка цих творів на основі власних почуттів, особисті читацькі інтереси, естетичний смак загалом складають ціннісно-орієнтаційний аспект читацької культури.
Концепція розвитку читацької діяльності особистості вибудовується на основі технологічного підходу, виходячи із тенденцій розвитку знань, умінь і почуттів читача.
В даний час, стрімкої інформатизації, ми повинні доводити до свідомості як дітей, так і батьків, думку, що читання та письмо залишаться основопокладаючими інструментами культури у світі різноманітних засобів масової інформації. В історії розвитку людства читання завжди відігравало важливу роль. Сьогодні читання пронизує всі сфери нашого життя. Воно покладене в основу інформаційної, освітньої, пізнавальної, професійної, а також щоденної діяльності людини.